# Marien Baker
Marién Barranco (Valencia), más conocida como Marien Baker, es una DJ española, principalmente conocida por ganar el concurso She Can DJ de Los 40 Principales y por su sencillo «Unbreakable», junto al cantante canadiense Shaun Frank.

## Biografía
Con tan solo 14 años decidió que quería ser disc-jockey, y con 15 ya estaba pinchando en la mayoría de los clubes de su ciudad natal, Valencia, y más tarde comenzó a aparecer como invitada en algunos programas de radio, lo que aumentó su popularidad.
Tras labrarse poco a poco una carrera como DJ en España, comenzó a pinchar en clubes como el Stadium de Yakarta, Guaba de Limassol, Eibisi de Barcelona, Pirámide de Viena, diferentes clubsPachá de todo el mundo, Ermitage de Kazán o Ministry Of Sound en Londres, gracias a los cuales ganó reconocimiento internacional. [cita requerida] Después de esta etapa de giras, comenzó a iniciarse en la producción en sellos independientes internacionales. En 2011, sacó al mercado el sencillo «I Am Everywhere», con el sello independiente Wildlife.
En 2012, ganó la primera edición del concurso She Can DJ Spain, organizado por Los 40 Principales y EMI Music. A raíz de ello, firmó un contrato discográfico internacional con Parlophone Records y fue DJ invitada en Fuck Me I'm Famous Lounge, en el cierre de temporada de Ibiza 2012 y en la gira Pacha Ibiza Worldtour. [cita requerida]
En marzo de 2013 lanzó el sencillo «Unbreakable», junto al solista británico Shaun Frank. La canción entró en el top 10 en la UK Dance Chart (#6) y el top 20 de la lista PROMUSICAE, convirtiéndola en la primera mujer DJ o productora española en lograrlo. Ese año, publicó también junto a Shaun Frank el sencillo «Live Forever», y en 2014 colaboró con Soraya Arnelas en la canción «You and I» para una campaña publicitaria.

## Discografía

### Sencillos
- «Unbreakable» (con Shaun Frank) (2013)
- «Live Forever» (con Shaun Frank) (2013)
- «You and I» (con Soraya Arnelas) (2014)
- «Hit Me/Planet Robot» (con Ian Ludvig) (2017)
- «Great Times EP» (con Ian Ludvig) (2017)
- «Rock Star/On Time» (2018)

## Videografía
- «Unbreakable» (con Shaun Frank) (9 de abril de 2013)[7]
- «Live Forever» (con Shaun Frank) (7 de octubre de 2013)[8]